# ایزابلا اولینیک
ایزابلا اولِـینیک (لهستانی: Izabella Olejnik؛ زادهٔ ۲۹ نوامبر ۱۹۵۱) بازیگر و خواننده متزوسوپرانو اهل لهستان است.
از فیلم‌ها یا مجموعه‌های تلویزیونی که وی در آن‌ها نقش داشته‌است، می‌توان به هفت آرزو، قهرمان سال، وقتی منو بگیری باهام چکار می‌کنی؟، خانه، صفر-هفت، به‌گوشم، تدی خرسه و شکنجه اشاره نمود.